# جیلین شین
جیلین شین (انگلیسی: Gillian Sheen؛ زادهٔ ۲۱ اوت ۱۹۲۸ - درگذشته ۵ ژوئیه ۲۰۲۱) شمشیرباز اهل بریتانیا بود.
وی در مسابقات کشوری و بین‌المللی در مجموع برندهٔ ۱ مدال طلا شده‌است.